# Богданов, Георгий Александрович
Георгий Александрович Богданов — советский хозяйственный и политический деятель.

## Биография
Родился в 1906 году в Мариуполе. Член КПСС.
С 1929 года — на хозяйственной, общественной и политической работе: аспирант, ассистент, доцент кафедры «Экономика и планирование социалистической промышленности» Ленинградского планового института.
Участник Великой Отечественной войны: инструктор пропаганды 131-го гв. сп 45-й гв. сд 30-го гв. ск Ленинградского Фронта
В 1950—1953 гг. — ректор Ленинградского инженерно-экономического института.
На 1957 гг. — заведующий отделом Ленинградского обкома КПСС.
В 1965—1976 гг. — секретарь Ленинградского обкома КПСС.
Делегат XXIII съезда КПСС.
Умер после 1985 года.